# Kurt J. Rosenthaler

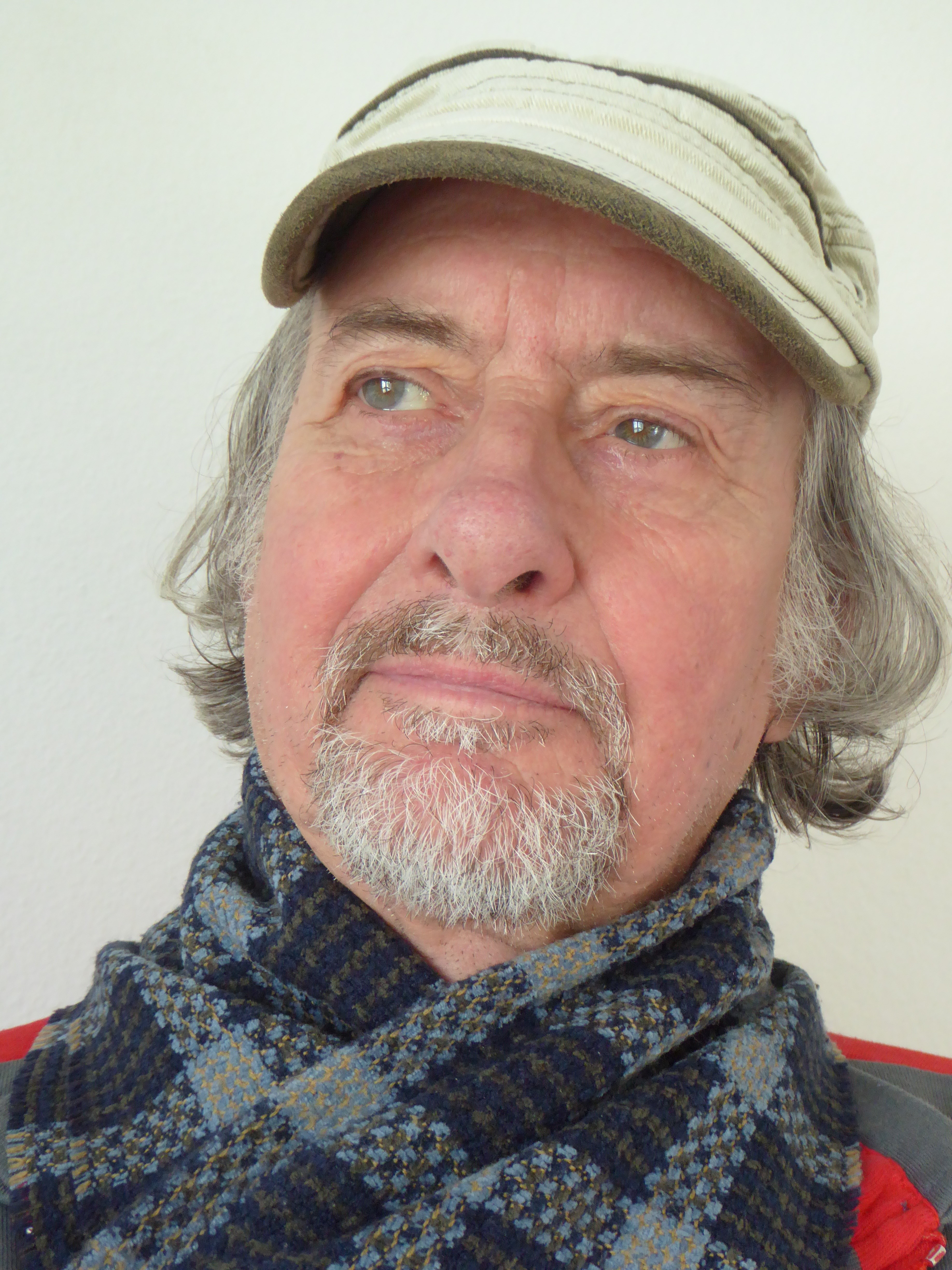
Kurt J. Rosenthaler

Kurt Jules Rosenthaler (* 21. Juni 1946) ist ein Schweizer Kulturschaffender.

## Leben und Werk
Kurt Jules Rosenthaler wurde im Fürstentum Liechtenstein geboren. Er wuchs in seinem Heimatort Rheinfelden im Schweizer Kanton Aargau auf. Zunächst machte er eine Berufsausbildung als Chemielaborant und absolvierte anschliessend Kunststudien in Basel, Zürich, Haifa und Taiwan. Seit früher Jugend unternahm er zahlreiche Reisen mit längeren Aufenthalten im Nahen Osten, in Nord- und Westafrika, in den USA (vor allem in Indianer-Reservaten) sowie in Südostasien und Ostasien.
Rosenthaler betätigte sich unterwegs immer als Fotograf, Zeichner, Maler, Autor und Reporter für Printmedien und Rundfunk. Die Schwerpunkte seiner Arbeit sind Reportage- und Porträtfotos, Foto-Collagen, Zeichnungen, Aquarelle, Acrylbilder, Tuschebilder und chinesische Kalligrafien. Er schreibt Reiseberichte, Essays und Haiku-Gedichte. Sein bildhauerisches Werk umfasst kleine Skulpturen aus verschiedenen Natur-Materialien, vorzugsweise Holz, Stein, Knochen, Leder, Vogelfedern.
Über viele Jahre betätigte er sich als Reiseleiter und hielt Vorträge zu Kulturthemen in der Schweiz und in Deutschland. Zudem bekleidet er in Rheinfelden/Schweiz auch die Funktion als Stadtführer.
Als Autor verfasste er zahlreiche Artikel, Essays, Kolumnen, Reiseberichte und Rezensionen in Zeitungen in der Schweiz und in Deutschland.

## Ausstellungen und Auszeichnungen
Rosenthalers Werke wurden bisher in 130 Ausstellungen in der Schweiz, Deutschland, Frankreich, Israel, USA und Taiwan gezeigt; viele Werke befinden sich in öffentlichen Institutionen und Sammlungen. Er erhielt Werkbeiträge von Privaten, Firmen und Institutionen, sowie „Artist-in-Residence“ Aufenthalte in Deutschland, Österreich und Frankreich.

## Publikationen (Auswahl)
- Odyssee. Editions Spiserhus, Rheinfelden/Schweiz 2004
- Kalkutta – Poesie im Chaos. Leben in einer unmöglichen Stadt / Calcutta – Poetry in Chaos. Life in an Impossible City. Ismero-Verlag, Möhlin 2004, ISBN 3-033-00077-0.
- Die coolen Töchter und ihre Mütter. Ismero-Verlag, Möhlin 2008, ISBN 978-3-033-01455-8.
- Vom Teufel keine Spur. Meine Kindergartenzeit in Rheinfelden 1952–1953. Ismero-Verlag, Möhlin 2009, ISBN 978-3-9523415-2-0.
- Wüste. Mit Stift und Pinsel durch sechs Wüsten. Ismero-Verlag, Olsberg 2015, ISBN 978-3-9523415-7-5.
- Tessin – Monte die Calzo.15 Jahre auf der Ziegenalp. Ismero-Verlag, Olsberg 2016, ISBN 978-3-9523415-8-2.
- China Tagebücher. Reiseberichte Band 1: 1983-2006 Volksrepublik China. Ismero-Verlag, Olsberg 2023, ISBN 978-3-9524994-3-6
- China Tagebücher. Reiseberichte Band 2: 1983-2006 Hongkong, Macau, Taiwan. Ismero-Verlag, Olsberg 2023, ISBN 978-3-9524994-4-3